# D.W. Griffith
David Lewelyn Wark 'D.W.' Griffith (født 22. januar 1875 i Kentucky, død 23. juli 1948 i Hollywood, Californien) var en amerikansk skuespiller, filmproducer og filminstruktør. Han bliver betragtet, som en af de mest indflydelsesrige personer i filmhistorien, han var en pionér indenfor flere grene af filmklipning og han udvidede spillefilmskunsten.

## Biografi
Griffith blev født d. 22. januar 1875 på en gård i Oldham cunty i Kentucky. Faderen, en tidligere soldat i sydstatshæren, døde da Griffith var 10 og familien kæmpede med fattigdom. I 1907 rejste han til New York for at blive skuespilforfatter.
Filmkarrieren tog først for alvor fart da han flyttede til Hollywood i Californien.
| Citat                                      | He has been called (…) for the most part accurately "the father of film technique", "the man who invented Hollywood", "the cinemas first great auteur", and the Shakespeare of the screen | Citat |
| David A. Cook: A History Of Narrative Film | |       |

At filmhistoriens første auteur var en kompleks og paradoksal natur, gør ham ikke mindre interessant. Griffith var et paradoks – en sydstatsromantiker med hang til det melodramatiske, hvis filmpoesi ofte byggede på en udtalt racisme og sentimentalitet. Hans far, en tidligere slavehandler, blev ruineret under borgerkrigen, hvilket sandsynligvis har motiveret de fordomme, vi oplever i flere af hans værker. Spørgsmålet er dog, hvor racistisk Griffith i virkeligheden var, og om hans fordomsfulde fremstillinger af USA's sorte befolkning ikke i lige så høj grad var et udslag af datidens generelle amerikanske holdninger vedr. racespørgsmål. Griffith var i hvert fald ikke alene med sine holdninger – bl.a. blev den fordomsfulde storfilm En nations fødsel vist for et begejstret publikum i det amerikanske parlament.
Den racediskussion, der på kryds og tværs synes præge hans film, medfører, at Griffith som person er svær at få hold på. Snart bliver han beskrevet som en modbydelig racist og snart som nuancerende humanist. Sandheden er nok, at han befandt sig et sted imellem disse poler.
Griffiths store drøm var at blive forfatter. Ved siden af en karriere som skuespiller skrev han således stykket A Fool And A Girl (1906), der senere blev modtaget negativt af kritikerne. Forfatterkarrieren blev aldrig en succes, men den dannede grundlag for kontakten til det innovative filmselskab American Mutoscope and Biograph Company (grundlagt i 1895). Det var her Griffiths karriere tog fart, og det var her, han mødte sin fotograf gennem størstedelen af karrieren Billy Bitzer (1872-1944).
Griffith store bidrag til filmhistorien ligger ikke mindst i filmene En nations fødsel og Broken Blossoms. Den første er et studie i filmfortællingens narrative teknikker og er intet mindre end imponerende set i forhold til produktionstidspunktet. Den anden er i en mindre skala, men ikke mindre betagende af den grund. Også her beviser Griffith sin beherskelse af filmens narrative teknikker, og visuelt æstetisk er filmen en perle.
Frem til 1920 er Griffith en altoverskyggende person, og det er i høj grad ham, der står bag de tiltag, der gør, at filmen i dag betragtes som en kunstform på linje med andre kunstformer. Yderligere har han også en stor andel i skabelsen af "drømmefabrikken" Hollywood, idet han var medstifter af filmselskabet United Artists.
Ved sin død i 1948 i Los Angeles, blev D.W. Griffith hyldet kloden rundt som "the father of cinema".

## Udvalgt filmografi
- En nations fødsel (1915)
- Intolerance (1916)
- Broken Blossoms (1919)
- True Heart Susie (1919)
- Way Down East (1920)
- Orphans Of The Storm (1921)
- America (1924)